# ۱۴ اوت
۱۴ اوت در تقویم گرگوری، دویست و بیست و ششمین (در سال‌های کبیسه دویست و بیست و هفتمین) روز سال است. ۱۳۹ روز تا پایان سال باقی است.

## رویدادها
- ۱۹۳۶ - با پیروزی ۱۹ بر ۸ ایالات متحده مقابل کانادا، تیم بسکتبال این کشور به قهرمانی اولین دوره مسابقات بسکتبال المپیک در جریان بازی‌هایی المپیک ۱۹۳۶ برلین رسید. این مسابقه خارج از سالن و در شرایط بد آب و هوایی انجام شد.
- ۱۹۳۶ - رینی بتی، به اتهام تجاوز و قتل یک پیرزن ۷۰ ساله به عنوان آخرین نفر به صورت علنی در ایالات متحده اعدام شد.
- ۱۹۴۵ - امپراتور هیروهیتو، پادشاه ژاپن رسماً قرارداد تسلیم ژاپن در جنگ دوم جهانی را تأیید کرد.
- ۱۹۴۷. پایه‌گذاری کشور پاکستان: استقلال از بریتانیا و جدایی از هند.
- ۱۹۷۲ - در اثر سقوط هواپیمای ایلوشین متعلق به آلمان شرقی در برلین شرقی همه ۱۵۶ سرنشین هواپیما کشته شدند. این حادثه دومین سانحه مرگبار هوایی تا آن زمان نام گرفت.
- ۱۹۷۴ - ارتش ترکیه برای دومین بار کشور قبرس را مورد حمله قرار داد و مساحتی قریب به ۴۰ درصد از آن را تصرف کرد.
- ۲۰۰۰ - تزار نیکلای دوم، آخرین پادشاه روسیه و خانواده‌اش که سال ۱۹۱۸ به دست بلشویک‌ها کشته شده بودند، از سوی کلیسای ارتدکس روسیه تقدیس شدند. کلیسای ارتدکس مرگ او و خانواده اش را همانند مرگ عیسی بن مریم دانست.

## زادگان
- ۱۹۰۱ - آلیس ریوا، نویسندهٔ سوئیسی
- ۱۸۸۸ - جان لوگی برد، مهندس بریتانیایی و یکی از مخترعان تلویزیون مکانیکی (هلنزبرو، اسکاتلند)
- ۱۷۷۷ - هانس کریستین اورستد، فیزیک‌دان و شیمی‌دان دانمارکی
- ۱۹۸۸ - شهد برمدا، خوانندهٔ سوری.[۱]

## درگذشتگان
- ۱۹۸۰ - احمد شرباصی، فقیه، عالِم الازهری و زبان‌شناس مصری
- ۱۹۸۱ - کارل بوم، رهبر ارکستر اتریشی
- ۲۰۱۲ - منوچهر وصال، ریاضی‌دان و پدر آنالیز ایران

## مناسبت‌ها
- روز مهندس در کشور جمهوری دومینیکن
- روز استقلال و آزادی پاکستان